# Bernard Richter
Bernard Richter (* 1973 in Biel) ist ein Schweizer Opernsänger (Tenor).
Ausgebildet an der Schule des Opernstudios in Biel, war Richter Finalist des internationalen Gesangswettbewerbs in Paris 2001. Er trat u. a. auf den Schweizer Bühnen  Biel, Neuchâtel, Luzern und international in Dublin, Eisenstadt, Leipzig, Paris und Wien auf.

## Rollen (Auswahl)
- 2005 Franz Schreker: Die Gezeichneten  (Rolle: Guidobaldo). Salzburger Festspiele. Regie: Nikolaus Lehnhoff.
- 2006 Jean-Philippe Rameau: Platée (Rolle: Thespis). Paris: Palais Garnier. Regie: Laurent Pelly
- 2006 Hector Berlioz: Les Troyens (Rollen: Helenus und Hylas). Paris (Opéra Bastille) – Dirigent: Sylvain Cambreling; Regie: Herbert Wernicke
- 2006–2007 Mozart: Idomeneo (Rolle: Idoménée). Freiburg – Dirigent: Sébastien Rouland; Regie: Ludger Engels
- 2007 Richard Strauss: Ariadne auf Naxos (Rolle: Brighella). Genf (Grand Théâtre de Genève) – Dirigent: Jeffrey Tate; Regie: Christof Loy[1]
- 2007 Joseph Haydn: Armida (Rolle: Clotarco). Salzburger Festspiele – Dirigent: Ivor Bolton; Regie: Christof Loy[2]
- 2007 Joseph Haydn: Orlando paladino (Rolle: Medoro). Wien (Theater) – Dirigent: N. Harnoncourt; Regie: Keith Warner
- 2007 Arrigo Boito: Mefistofele Neuchâtel (Théâtre du passage) – Regie: Robert Bouvier[3]
- 2008 Ferdinand Hérold: Zampa (ou La fiancée de marbre) (Rolle: Alphonse de Monza). Paris (Opéra-Comique) – Dirigent: William Christie & J. Cohen; Regie: Jérôme Deschamps & Macha Makeïeff[4][5]
- 2008 Mozart: Mitridate, re di Ponto (Rolle: Mitridate). Freiburg – Regie: Ludger Engels.
- 2008 Mozart: Lucio Silla. Freiburg – Regie: Ludger Engels.
- 2008 Richard Wagner: Tristan und Isolde (Rollen: Ein junger Seemann, ein Hirte). Paris (Opéra Bastille) – Regie: Peter Sellars
- 2009 Joseph Haydn: La Galatea (Rolle: Acide)
- 2011 Lully: Atys (Rolle: Atys). Paris (Opéra-Comique) – Regie: Jean-Marie Villégier
- 2015 Wagner: Der fliegende Holländer (Rolle: Georg [=Erik]). Wien (Theater an der Wien)

## Aufnahmen (Auswahl)
- Jean-Philippe Rameau: Dardanus (Fassung von 1744), mit Bernard Richter, Gaëlle Arquez, João Fernandes, Benoît Arnould, Alain Buet, Dirigent: Raphaël Pichon, Ensemble Pygmalion (Live)